# Делинг
Делинг е бог в скандинавската митология. Делинг е засвидетелстван в Поетичната Еда, съставена през 13 век от ранните традиционни източници, както и в Прозаичната Еда, написана през 13 век от Снуре Стурлусон. В двата източника Делинг е описан като бащата на Даг, олицетворението на деня. Според Прозаичната Еда, в зависимост от ръкописа, той е или третият съпруг на Нот, олицетворението на нощта, или съпругът на Йорд, олицетворението на земята. Учените предполагат, че Делинг е олицетворението на зората.